# 三次文献
三次文献也称三级來源、三次資料，是选用大量有关的文献，经过综合、分析、研究而编写出来的文献。它通常是围绕某个专题，利用二次文献检索搜集大量相关文献，对其内容进行深度加工而成。是对现有成果加以评论、综述并预测其发展趋势的文献，属于这类文献的有综述、述评、进展、动态、编目等，在文献调研中，可以充分利用这类文献，在短时间内了解所研究课题的研究历史、发展动态、水平等，以便能更准确地掌握课题的技术背景。

## 举例
- 百科全书
- 年鉴
- 手册
- 编年史
- 说明书
- 字典
- 目录
- 索引
- 数据库
- 摘要